# Południowa Afryka na Letnich Igrzyskach Olimpijskich 1996
Południowa Afryka na Letnich Igrzyskach Olimpijskich 1996, reprezentowana była przez 84 sportowców (64 mężczyzn i 20 kobiet). Zawodnicy z Południowej Afryki sięgnęli po 5 medali na tej olimpiadzie (3 złota, 1 srebro i 1 brąz). Był to czternasty start reprezentacji z Południowej Afryki.

## Medaliści

### Złota
- Josia Thugwane – Lekkoatletyka, maraton mężczyzn

- Penny Heyns – Pływanie, 100 m stylem klasycznym kobiet

- Penny Heyns – Pływanie, 200 m stylem klasycznym kobiet

### Srebra
- Hezekiél Sepeng – Lekkoatletyka, bieg na 800 m mężczyzn

### Brązy
- Marianne Kriel – Pływanie, 100 m stylem grzbietowym kobiet